# 静岡科学館
静岡科学館（しずおかかがくかん、Shizuoka Science Museum）は、JR静岡駅南口(静岡県静岡市駿河区南町)の再開発ビルエスパティオ8～10階にある静岡市立の科学館である。愛称は「る・く・る」。それぞれ「みる」「きく」「さわる」の末尾をつないだもの。

## 概要
施設の老朽化と、立地していた駿府公園（現在の駿府城公園）の再整備事業によって閉館した「静岡市立児童会館」に代わる施設として開設された。
キャラクターは、前身の静岡市立児童会館から続投の「カンちゃん」と、新たに採用された「るくるん」。
年間入場者数は26万程度で、2011年（平成23年）9月17日に入場者200万人を達成した。当初見込みより5年9カ月早い達成となった。

## る・く・るクラブ
る・く・るクラブに入ると、
- る・く・るカードがもらえる。
- サイエンスマスターになれる。
- 科学館のホームページに会員だけのページができる。

などの特典がある。
メンバーの期間は5年間でメンバーになるには500円が必要である。

上記のサービスを行っていたが、令和4年3月31日午後5時を持って終了した。

## 交通アクセス
- JR「静岡駅」南口より徒歩約1分